# نوتشي
نوتشي (بالإيطالية: Noci)‏ هي بلدة وبلدية في مقاطعة باري في إقليم بوليا في جنوب إيطاليا.

## السكان
في سنة 1861 بلغ عدد السكان 8٬071 نسمة، وتطور العدد ليصل في سنة 2011 لـ 19٬285 نسمة.
يظهر هذا المخطط البياني تطور النمو السكاني لـ نوتشي

## توأمة
لنوتشي اتفاقيات توأمة مع:
- ترجو جيو

## أعلام
- دوناتو برونو
- جوزيبي بينتو